# Get Lucky
«Get Lucky» — песня, записанная французским дуэтом Daft Punk при участии вокалиста Фаррелла Уильямса и гитариста Найла Роджерса. 19 апреля 2013 года она была выпущена в качестве ведущего сингла с четвёртого студийного альбома Daft Punk под названием Random Access Memories. Песня получила положительные отзывы музыкальных критиков и стала мировым хитом. На 56-й церемонии «Грэмми» она была удостоена двух премий в категориях «Запись года» и «Лучшее исполнение поп-композиции дуэтом или группой». Британский журнал New Musical Express включил данную композицию в свой список «500 величайших песен всех времён», разместив её в нём на 287-й позиции.

## Создание
«Get Lucky» была записана на студии Electric Lady Studios в Нью-Йорке с использованием «живых» инструментов, в частности гитары Fender Stratocaster, на которой сыграл Найл Роджерс.

## Выпуск
В ходе интригующей рекламной кампании, предварявшей релиз, слушателям были представлены отрывки из песни в тизере альбома, показанном на фестивале «Коачелла», и двух видеороликов, которые демонстрировались в перерывах американского телешоу «Субботним вечером в прямом эфире». Кампания имела успех в интернет-среде, и вскоре после того, как был обнародован первый отрывок, пользователи видеохостинга YouTube загрузили закольцованный семпл продолжительностью 10 минут, одного часа и 10 часов, а дуэт The Hood Internet сотворил мэшап «Suit & Commercial», наложив поверх семпла вокал Джастина Тимберлейка из его песни «Suit & Tie». Обозреватель журнала Spin составил список девяти лучших интернет-ремиксов на «Get Lucky», в который, помимо трека The Hood Internet, вошли шредерная версия видеоролика, вариант с изменённым вокалом Фаррелла и вскриками Майкла Джексона и другие. Журналист также отметил, что вскоре после релиза на сервис SoundCloud было загружено около 500 ремиксов композиции. Внимание прессы также привлёк фанатский видеоклип, составленный из отрывков фильма Daft Punk’s Electroma и короткометражки Ecology of Love с участием Фаррелла Уильямса.
Песня была впервые исполнена Фарреллом на концерте в Нью-Йорке 19 апреля 2013 года, причём он спел её три раза подряд.

## Отзывы критиков
Музыкальные критики таких изданий, как The Guardian, Rolling Stone и Los Angeles Times, положительно оценили «Get Lucky», а на сайте Pitchfork ей было присвоено звание «Лучшего нового трека». Критики британского журнала Fact разошлись в оценках, поставив песне от пяти до девяти баллов из десяти.
Британский диджей Норман Кук (Fatboy Slim) похвалил песню Daft Punk, которые, по его словам, «надрали задницу» электронным музыкантам; он был настолько впечатлён записью, что приостановил работу над собственным новым альбомом.

## Коммерческий успех
В день премьеры песня побила рекорд на сервисе Spotify, на тот момент став самой прослушиваемой композицией в течение суток на территории Британии и США.
В Великобритании за 48 часов с момента начала продаж «Get Lucky» приобрели более 50 тысяч раз, что позволило ей дебютировать на третьем месте в национальном хит-параде, а на следующей неделе она возглавила британский чарт, где стала первым синглом номер один дуэта. Продажи «Get Lucky» во вторую неделю составили более 155 тысяч копий, и на данный момент это наивысший результат в году. Daft Punk стали шестым по счёту музыкальным исполнителем из Франции, занявшим вершину хит-парада Великобритании (после Сержа Генсбура, Modjo, Шарля Азнавура, Mr. Oizo и Дэвида Гетты). Неделю спустя Daft Punk оставались на вершине чарта; продажи «Get Lucky» ещё выросли и составили 163 тысячи копий, и он стал самым продаваемым синглом группы в Великобритании, обойдя клубный хит «One More Time», занявший вторую строчку в 2000 году. Всего «Get Lucky» провёл на вершине британского чарта четыре недели подряд, и, по данным The Official Charts Company на июнь 2013 года, его тираж превысил один миллион копий, и он является самым продаваемым синглом 2013 года в Великобритании.
В США, по данным компании Nielsen SoundScan, в первую неполную неделю было продано 113 000 копий сингла, и он вошёл в «Горячую сотню» журнала Billboard на 19-й позиции, тем самым став самым успешным дебютом Daft Punk в этом чарте. На родине коллектива «Get Lucky», будучи проданным тиражом в 38 887 экземпляров за первую неделю, побил рекорд цифровых продаж синглов, установленный в ноябре 2012 года Адель с песней «Skyfall»; как и «One More Time» 13 лет тому назад, он стартовал на вершине хит-парада и стал вторым хитом номер один Daft Punk во Франции. Сингл также возглавил чарты в Бельгии, Дании, Ирландии, Италии и Швейцарии.

## Кавер-версии
23 апреля 2013 года английская группа The Thirst представила свою кавер-версию, сделав видеосопровождение к ней. В том же месяце нидерландская регги-группа Postmen исполнила «Get Lucky» в эфире радиостанции 3FM. 27 апреля 2013 года коллектив Daughter из Великобритании исполнил меланхоличную версию песни в радиопрограмме Live Lounge на BBC Radio 1. Британский комик Питер Серафинович снял видеоролик к песне с собой в главной роли. Свою кавер-версию выпустил также Академический ансамбль песни и пляски внутренних войск МВД России, выпустив клип на YouTube. Американское издание Entertainment Weekly отметило исполнение им «Get Lucky» как «самый восхитительный кавер года»; позднее ансамбль неоднократно исполнял песню, в т.ч. на открытии зимних Олимпийских игр в Сочи. Группа Halestorm записала хеви-металлическую версию «Get Lucky». Также собственную кавер-версию песни представила на суд публики молодая британская команда The Struts.

| Оценки критиков | Оценки критиков                                                          |
| Источник        | Оценка                                                                   |
| --------------- | ------------------------------------------------------------------------ |
| InterMedia      | 3 из 5 звёзд · 3 из 5 звёзд · 3 из 5 звёзд · 3 из 5 звёзд · 3 из 5 звёзд |

## Позиции в чартах
| Чарт (2013)                 | Высшее место |
| --------------------------- | ------------ |
| Австралия                   | 1            |
| Австрия                     | 1            |
| Бельгия (Валлония)          | 1            |
| Бельгия (Фландрия)          | 1            |
| Великобритания              | 1            |
| Германия                    | 1            |
| Дания                       | 1            |
| Ирландия                    | 1            |
| Испания                     | 1            |
| Италия                      | 1            |
| Канада                      | 2            |
| Нидерланды (Single Top 100) | 2            |
| Новая Зеландия              | 2            |
| Норвегия                    | 2            |
| Россия (Tophit)             | 1            |
| США                         | 2            |
| Финляндия                   | 2            |
| Франция                     | 1            |
| Швейцария                   | 1            |
| Швеция                      | 2            |

## Сертификации
| Страна (Организация)   | Сертификация |
| ---------------------- | ------------ |
| Австралия (ARIA)       | [ 39 ]       |
| Бельгия (Ultratop)     | [ 40 ]       |
| Италия (FIMI)          | [ 41 ]       |
| Новая Зеландия (RIANZ) | [ 42 ]       |